# Grotte de Can Pey
La grotte de Can Pey (en catalan et sur la carte IGN : Can Pei) est une grotte située à Montferrer, dans les Pyrénées-Orientales.

## Situation
| \| Montferrer Can Pey Pic du Canigou Prats-de-Mollo \| Répartition des principaux lieux cités dans cet article. |
| Montferrer Can Pey Pic du Canigou Prats-de-Mollo                                                                |

Le massif du Canigou est le plus oriental des massifs des Pyrénées dépassant les 2 000 m d'altitude. Situé dans le département français des Pyrénées-Orientales, il sépare les régions naturelles et historiques de tradition catalane du Vallespir, au sud, et du Conflent au nord.
La grotte de Can Pey se trouve sur le flanc sud de ce massif, à 650 m d'altitude, dans la commune de Montferrer, à proximité immédiate des gorges de la Fou.

## Histoire
En 1860, Léon Fairmaire décrit une nouvelle espèce d'insecte qu'il a découverte dans la grotte de Can Pei. Il la nomme Adelops delarouzeii. Elle sera reclassée dans le genre Speonomus et renommée en Speonomus delarouzeii. La description de Fairmaire est la première d'une espèce du sous-genre parvospeonomus.
Au début des années 1960, la grotte est fouillée superficiellement par Jean Abélanet qui y découvre un vase et quelques ossements humains.